# Hofball-Quadrille
Hofball-Quadrille, op. 116, är en kadrilj av Johann Strauss den yngre. Den spelades första gången den 7 februari 1852 i Wien.

## Historia
Allt sedan revolutionsåret 1848 hade Johann Strauss den yngre försökt få folk att glömma hans stöd till de revolutionära studenterna och arbetarna. Hans mål var att bli upptagen i hovkretsen och bli utnämnd till "Hovbalsmusikdirektör" (1863 blev han slutligen utnämnd), samma titel som hans fader Johann Strauss den äldre hade innehaft. Efter några år ändrades situationen till det bättre då yngre medlemmar inom kejsarfamiljen förde fram hans namn och Strauss 1852 utsågs att ansvara för dansunderhållningen vid hovet. Han dirigerade sin första kammarbal den 14 januari 1852 och sin första hovbal endast tre veckor senare den 7 februari. Vid det tillfället uppfördes Hofball-Quadrille.

## Om kadriljen
Speltiden är ca 5 minuter och 12 sekunder plus minus några sekunder beroende på dirigentens musikaliska tolkning.

## Weblänkar
- Dynastin Strauss 1852 med kommentarer om Hofball-Quadrille.
- Hofball-Quadrille i Naxos-utgåvan.